# Otto Berchem
Otto Berchem (Milford, Connecticut, EUA) és un artista estatunidenc que actualment viu a Amsterdam.
La seva obra explora com els éssers humans vivim i com ens comuniquem entre nosaltres, interessant-se pels codis socials, les negociacions i les relacions interpersonals.

## Exposicions rellevants
- 9 º Biennal d'Istanbul, Istanbul, 2005
- EV + A, Limerick, 2006
- Triennal d'Art Centemporary, Friedrichshafen, 2008
- More to Love, Casa Asia, Barcelona
- You're not alone, Fundació Joan Miró, Barcelona, 2011.[2]